# Recopa Árabe
La Recopa Árabe o Copa de los Clubes Campeones de Copa es una competición extinta en la que intervenían los equipos de los países del Mundo Árabe que se coronaban campeones de la copa local. En el año 2002, se fusionó con la Copa de Campeones Árabe y pasaron a conformar la Liga de Campeones Árabe.

## Campeones
| Año  | Campeón        | Resultado    | Subcampeón   | Sede                                      |            |
| ---- | -------------- | ------------ | ------------ | ----------------------------------------- | ---------- |
| 1989 | Stade Tunisien | 0-0 (6:5 p.) | Kuwait       | Prince Abdullah al-Faisal Stadium, Jeddah |            |
| 1990 | No se jugó     | No se jugó   | No se jugó   | No se jugó                                | No se jugó |
| 1991 | CO Casablanca  | 1-0          | El Mokawloon | Al-Maktoum Stadium, Dubái                 |            |
| 1992 | CO Casablanca  | 2-0 (pró.)   | Al-Sadd      | Prince Abdullah al-Faisal Stadium, Jeddah |            |
| 1993 | CO Casablanca  | 1-0          | Al-Qadisiyah | Khalifa International Stadium, Doha       |            |
| 1994 | Al-Ahly        | 1-0          | Al-Shabab    | Cairo International Stadium, El Cairo     |            |
| 1995 | Club Africain  | 1-0 (pró.)   | ES Sahel     | Stade Olympique de Sousse, Sousse         |            |
| 1996 | OC Khouribga   | 3-1          | Al-Faisaly   | Estadio Internacional de Amán, Amán       |            |
| 1997 | MC Oran        | 2-0          | Al-Shabab    | Ismailia Stadium, Ismailia                |            |
| 1998 | MC Oran        | 2-1 (pró.)   | Al-Jaish     | Camille Chamoun Stadium, Beirut           |            |
| 1999 | Al-Ittihad SC  | 2-0          | Al-Jaish     | Mohammed Al-Hamad Stadium, Kuwait City    |            |
| 2000 | Al-Hilal       | 2-1 (pró.)   | Al-Nassr     | King Fahd International Stadium, Riad     |            |
| 2001 | Stade Tunisien | 3-1          | Al-Hilal     | Stade Chedli Zouiten, Túnez               |            |

### Títulos por equipo
| Equipo                            | País           | Títulos | Subtítulos | Años campeón     | Años subcampeón |
| --------------------------------- | -------------- | ------- | ---------- | ---------------- | --------------- |
| CO Casablanca                     | Marruecos      | 3       | 0          | 1991, 1992, 1993 | -               |
| MC Oran                           | Argelia        | 2       | 0          | 1997, 1998       | -               |
| Stade Tunisien                    | Túnez          | 2       | 0          | 1989, 2001       | -               |
| Al-Ahly                           | Egipto         | 1       | 0          | 1994             | -               |
| Al-Hilal                          | Arabia Saudita | 1       | 0          | 2000             | -               |
| Al-Ittihad S. C. (hoy Al-Gharafa) | Catar          | 1       | 0          | 1999             | -               |
| Club Africain                     | Túnez          | 1       | 0          | 1995             | -               |
| OC Khouribga                      | Marruecos      | 1       | 0          | 1996             | -               |
| Al-Jaish                          | Siria          | 0       | 2          | -                | 1998, 1999      |
| Al-Shabab                         | Arabia Saudita | 0       | 2          | -                | 1994, 1997      |
| Al-Faisaly                        | Jordania       | 0       | 1          | -                | 1996            |
| Al-Hilal Club                     | Sudán          | 0       | 1          | -                | 2001            |
| Al-Nassr                          | Arabia Saudita | 0       | 1          | -                | 2000            |
| Al-Qadisiyah                      | Arabia Saudita | 0       | 1          | -                | 1993            |
| El Mokawloon                      | Egipto         | 0       | 1          | -                | 1991            |
| Étoile du Sahel                   | Túnez          | 0       | 1          | -                | 1995            |
| Kuwait                            | Kuwait         | 0       | 1          | -                | 1989            |
| Al-Sadd                           | Catar          | 0       | 1          | -                | 1992            |

### Títulos por país
| País           | Títulos | Subtítulos |
| -------------- | ------- | ---------- |
| Marruecos      | 4       | 0          |
| Túnez          | 3       | 1          |
| Argelia        | 2       | 0          |
| Arabia Saudita | 1       | 4          |
| Egipto         | 1       | 1          |
| Catar          | 1       | 1          |
| Siria          | 0       | 2          |
| Jordania       | 0       | 1          |
| Kuwait         | 0       | 1          |
| Sudán          | 0       | 1          |